# Быховский, Александр Яковлевич
Александр Яковлевич Быховский (25 мая 1888, Могилёв — 19 июня 1978, Москва) — живописец, график, художник театра и кино, педагог.

## Биография
Родился в еврейской семье в Могилёве 25 мая 1888 года.
С 1901 года учился живописи у иконописца Горбунова. После участия в революционном движении, поездки в Туркестан и странствий в Поволжье — учился в Школе Общества поощрения художеств в Петербурге (1910—1912, не закончил) под руководством Н. К. Рериха.
С 1913 года участвовал в выставках. В 1919 году заведовал плакатной мастерской в Гомеле, преподавал в Изостудии им. М. А. Врубеля.
С 1922 года — в Москве. В 1923 году имел персональную выставку в студии Габима, где представил графические работы 1910—1920 годов. Участвовал в выставках «Объединённого искусства» (ОБИС), «Общества художников московской школы» (1925), «Всемирная графика» (Лейпциг, 1927).
В 1920 годах создал цикл «Политический плакат», в который вошли лучшие плакаты первых революционных лет («Красный набат», «Траурное знамя» и другие).
В 1926 году был оформителем киносценария И. Э. Бабеля «Блуждающие звезды» и сборника к 10-летию ГОСЕТа «Революционный театр».
В 1929—1931 годах преподавал на театральном отделении курсов прикладного искусства им. Н. К. Крупской.
В 1936 году выпустил афиши, эскизы декораций и костюмов для спектакля А. Вевёрки «Степь горит» в театре «Красный факел» (Мариуполь).
В 1938 году работал как монументалист над проектом павильона «Иркутск» для ВСХВ.
В 1942—1945 годах оформлял спектакли в Омском кукольном театре.
С конца 1940 годов работал как скульптор.
В 1951 году вступил в МОССХ.
В 1970-е годы работал над композицией «Вестники славы» (коллаж).
Умер в Москве 19 июня 1978 года. Урна с прахом захоронена в колумбарии Донского кладбища.

## Наследие
- Произведения А. Я. Быховского находятся во многих частных и музейных собраниях, в том числе в Третьяковской галерее и в Отделе личных коллекций ГМИИ им. А. С. Пушкина, где в 2005 году прошла персональная выставка работ художника[2]. Архив художника хранится в отделе рукописей Государственной Третьяковской галереи.